# Mutete
Mutete ist einer von 21 Sektoren im Distrikt Gicumbi in der Nordprovinz von Ruanda.

## Geographie
Mutete hat eine Fläche von 56,5 km² und liegt auf einer Höhe von etwa 1960 m. Der Sektor unterteilt sich in die fünf Zellen Gaseke, Kabeza, Musenyi, Mutandi und Nyarubuye und umfasst 38 Dörfer. Nachbarsektoren sind im Nordosten Kageyo, im Osten Nyamiyaga, im Südosten Rutare, im Süden Ntarabana, im Südwesten Burega, im Westen Buyoga und im Nordwesten Kisaro. Die Ostgrenze bildet der Fluss Mwange.

## Bevölkerung
Nach der Volkszählung von 2022 betrug die Einwohnerzahl 27.517 Einwohner. Zehn Jahre zuvor waren es 23.053, was einem jährlichen Bevölkerungszuwachs von 1,8 Prozent zwischen 2012 und 2022 entspricht.

## Verkehr
Durch den Sektor verläuft eine District Road, die Stand 2022 jedoch nicht asphaltiert ist. Asphaltiert ist die entlang der Ostgrenze verlaufende Nationalstraße 3.